# وولف، شهرستان فرسنو، کالیفرنیا
وولف (به انگلیسی: Wolf) یک منطقهٔ مسکونی در ایالات متحده آمریکا است که در شهرستان فرسنو، کالیفرنیا واقع شده‌است. وولف ۱۰۲ متر بالاتر از سطح دریا واقع شده‌است.